# Tetraonyx lycoides
Tetraonyx lycoides là một loài bọ cánh cứng trong họ Meloidae. Loài này được Selander & Martinez miêu tả khoa học năm 1984.